# Mercedes-Benz M111
La sigla Mercedes-Benz M111 indica una famiglia di motori a scoppio prodotti dal 1992 al 2006 dalla Casa tedesca Mercedes-Benz.

## Profilo e caratteristiche
Questa famiglia di motori va a sostituire la precedente famiglia di motori M102, della quale ripropone grosso modo i livelli di cubatura. Si tratta del primo quadricilindrico Mercedes-Benz di tipo plurivalvole costruito in grande serie. Gli assi a camme sono comandati da una doppia catena e, nella maggior parte delle versioni appartenenti alla famiglia M111, è presente anche un variatore di fase sul lato aspirazione ed un dispositivo di rilevamento battiti in testa. Le valvole sono dotate di punterie idrauliche a rullo.

Rispetto ai precedenti motori M102, i motori M111 risultano più economici dal punto di vista del consumo di carburante ed anche più brillanti nelle prestazioni. Sono esistite però anche due versioni particolarmente brillanti di questi motori, forti della sovralimentazione tramite compressore volumetrico.

Di seguito vengono riportate le principali caratteristiche comuni alle varie versioni dei motori M111.
- architettura a 4 cilindri in linea;
- inclinazione di 15° a destra;
- monoblocco in ghisa;
- testata in lega leggera;
- distribuzione a due assi a camme in testa comandata da catena a doppia maglia duplex;
- testata a 4 valvole per cilindro con punterie idrauliche;
- alimentazione ad iniezione elettronica;
- albero a gomiti su 5 supporti di banco.

La famiglia di motori M111 è stata affiancata nel 2002 dai nuovi motori M271, che a partire dal 2004 l'avrebbero sostituita quasi del tutto. Rimasero in produzione fino al 2006 alcune versioni destinate ad essere montate su alcuni mezzi commerciali della Casa.

Di seguito vengono presentati i vari motori della famiglia M111 in ordine cronologico di debutto.

### Versione da 2 litri

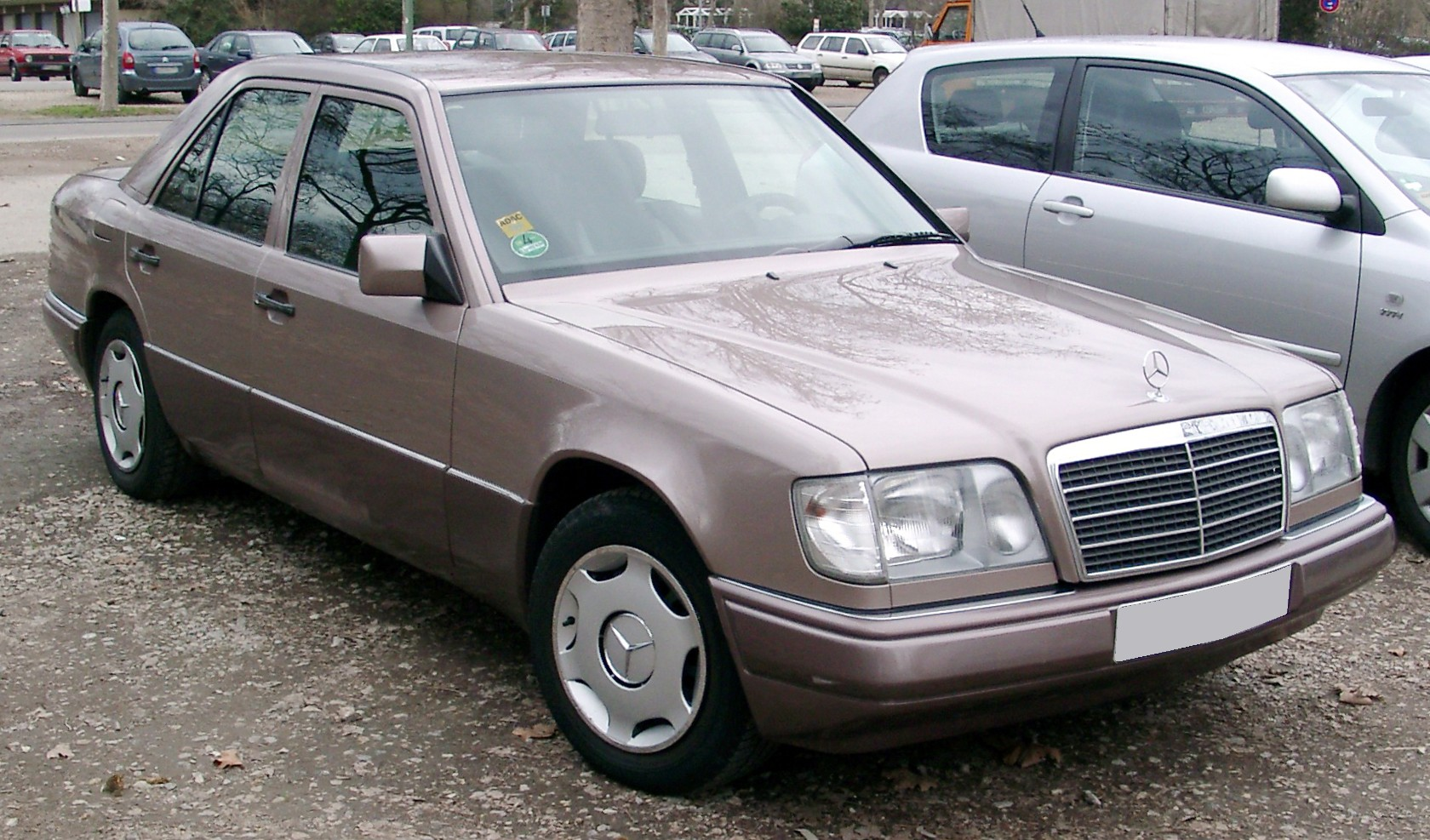
Le ultime W124 di base montavano il 2 litri M111

La famiglia dei motori M111 ha debuttato nella seconda metà del 1992 in due versioni: quella da 2 litri e quella da 2.2 litri. La versione di cilindrata più bassa era caratterizzata da misure di alesaggio e corsa pari ad 89.9x78.7 mm, per una cilindrata complessiva di 1998 cm³.

La variante più diffusa è stata quella aspirata, ma a partire dal 1995 è stata introdotta anche un'altra variante, sovralimentata mediante compressore volumetrico.

#### Aspirata
La variante aspirata era siglata M111E20, ed era inizialmente capace di erogare fino a 136 CV di potenza massima a 5500 giri/min, con un picco di coppia pari a 190 Nm a 4000 giri/min. A metà del 1996, però, c'è stata una rivisitazione che ha interessato tale motore: nell'ambito di un procedimento di ottimizzazione del rendimento del propulsore, il rapporto di compressione è stato innalzato (da 9.6 a 10.4), è stato introdotto un variatore di fase elettro-idraulico sul lato aspirazione ed è stata infine rivista l'elettronica di gestione. Tutto ciò si tradusse con l'ottenimento di una coppia massima sempre di 190 N·m, ma pressoché costante tra i 3700 ed i 4500 giri/min.

Questo motore è stato montato su:
- Mercedes-Benz 200E W124/S124/C124 (1992-93);
- Mercedes-Benz E200 W124/W124T/C124 (1993-95);
- Mercedes-Benz E200 W210 (1995-2000);
- Mercedes-Benz C200 W202 (1993-2000);
- Mercedes-Benz CLK200 W208 (1997-2000);
- Mercedes-Benz SLK200 R170 (1996-2000).

Una variante depotenziata del 2 litri M111 è stata introdotta nel 1996: erogava 129 CV di potenza massima, mentre la coppia massima è inizialmente di 180 Nm a 4200 giri/min, per poi salire a 186 Nm tra 3600 e 4500 giri/min a partire dal 1999. Tale variante è stata montata su:
- Mercedes-Benz C180 W203 (2000-02);
- Mercedes-Benz C180 SportCoupé (2000-02);
- Mercedes-Benz V200 (1996-03);
- Mercedes-Benz Vito 113 W638 (1996-03).

Di quest'ultimo motore è esistita anche una sottovariante dotata di coppia massima di 190 Nm a 4000 giri/min. Questa sottovariante è stata montata sulla Mercedes-Benz C180 SW S202 (2000-01).

#### Sovralimentata

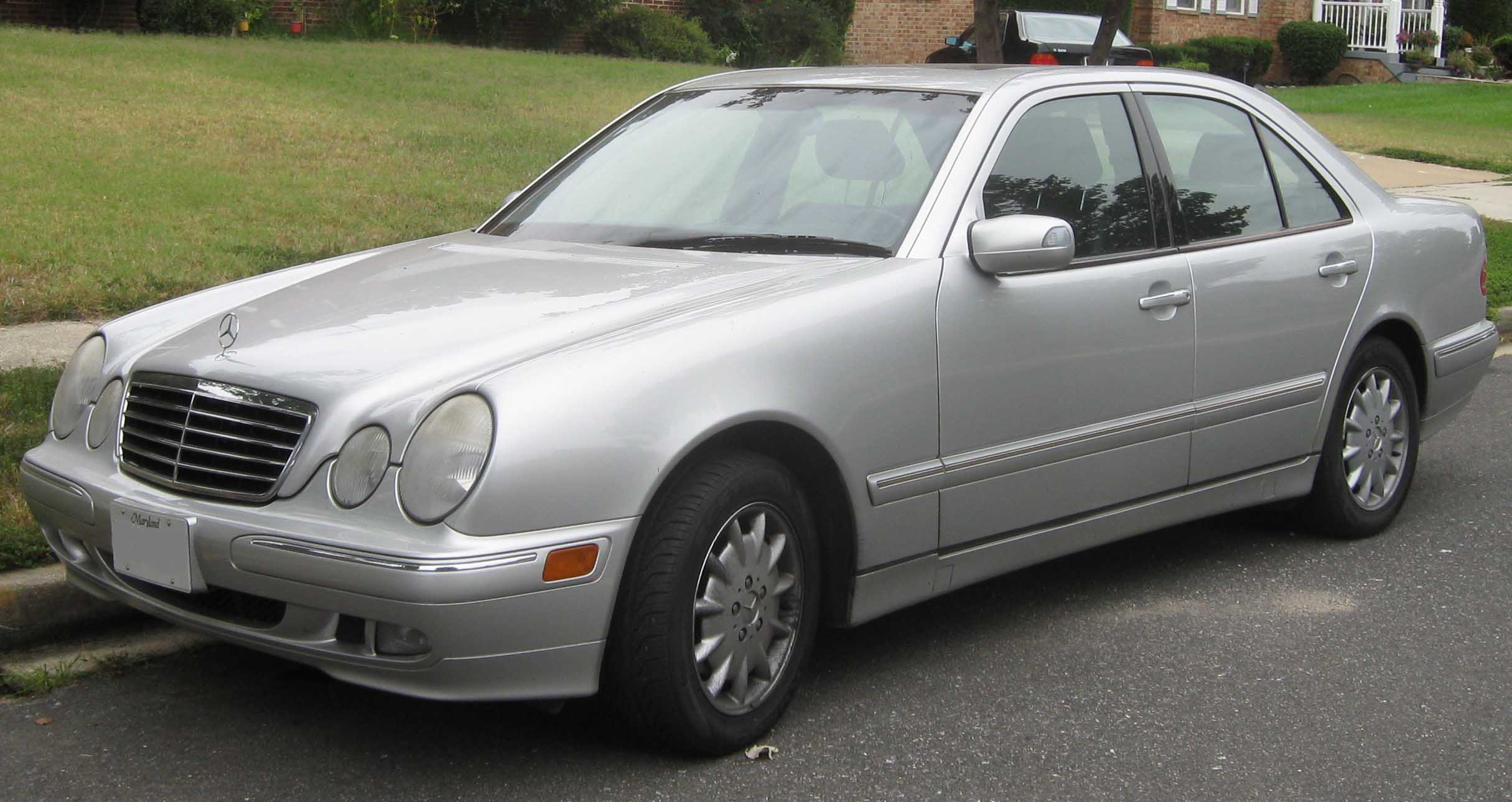
Nella Classe E W210, il 2 litri M111 sovralimentato ha trovato applicazione, ma con significative differenze tra vari mercati

Il 2 litri M111 in configurazione sovralimentata (siglato M111E20ML) ha debuttato nel 1995. Dal punto di vista dimensionale rimane invariato rispetto al corrispondente 2 litri aspirato. La differenza sostanziale sta appunto nella sovralimentazione: essa avviene tramite un compressore volumetrico Roots, azionato da una cinghia collegata all'albero motore. È presente anche uno scambiatore di calore per lo smaltimento delle forti sollecitazioni termiche tipiche dei motori sovralimentati. In questo motore, il compressore è anche dotato di una sorta di giunto elettromagnetico grazie al quale il compressore si inserisce in maniera dolce e fluida a partire dai 2000 giri/min. Anche in fase di rilascio dell'acceleratore, il compressore si disinserisce gradualmente.
 
Un'altra significativa variazione rispetto al 2 litri aspirato sta nell'abbassamento del rapporto di compressione, sceso da 9.6 ad 8.5:1.

L'evoluzione e le varianti del 2 litri sovralimentato sono difficili da spiegare, dato il numero di varianti (quattro) e le differenze tra un mercato e l'altro.

Durante il primo anno di produzione, il motore M111E20ML è esistito unicamente senza il variatore di fase: qui la potenza massima raggiungeva 180 CV a 5300 giri/min, con un picco di coppia motrice pari a 260 N·m tra 2500 e 4800 giri/min. Nel 1996, la configurazione con fasatura variabile ha sostituito la precedente: in genere, i valori massimi di potenza e coppia salgono rispettivamente a 192 CV e 270 N·m, in entrambi i casi agli stessi regimi della variante meno potente. Ma le Mercedes-Benz E200 Kompressor W210 riservate ad alcuni mercati (tra cui il nostro) e prodotte dal 1997 al 2002, hanno una potenza massima leggermente inferiore, 186 CV a 5300 giri/min.

Nel 2000, con l'introduzione della seconda serie della Classe C berlina ovvero la w203, la situazione si complica ulteriormente: il 2 litri aspirato e quello sovralimentato da 192 CV sono stati sostituiti da un'unica variante del 2 litri M111. Ciò è valso per la Classe C, ma anche per altre applicazioni, tra cui la Classe E W210. Questo nuovo 2 litri era sempre sovralimentato tramite compressore volumetrico, ma aveva prestazioni intermedie. Raggiungeva infatti 163 CV di potenza massima e 230 N·m di coppia massima, anche in questo caso agli stessi regimi delle precedenti varianti sovralimentate e fu abbinato ad un cambio a 6 rapporti al posto dei precedenti 5. Nello stesso periodo era ancora in listino la vecchia Classe C W202 Station Wagon (o S202). Anche questa ha ripreso il nuovo 2 litri Kompressor da 163CV.

Per maggior chiarezza viene qui mostrata una tabella che descrive le principali applicazioni del 2 litri M111 sovralimentato:
| Variante | Potenza max CV/rpm | Coppia max Nm/rpm | Applicazioni                          | Anni di produzione | Note                                          |
| -------- | ------------------ | ----------------- | ------------------------------------- | ------------------ | --------------------------------------------- |
| 1.       | 180/5300           | 260/2500-4800     | Mercedes-Benz C200 Kompressor W202    | 1995-96            |                                               |
| 2.       | 192/5300           | 270/2500-4800     | Mercedes-Benz C200 Kompressor W202    | 1996-2000          |                                               |
| 2.       | 192/5300           | 270/2500-4800     | Mercedes-Benz SLK200 Kompressor R170  | 1996-2000          | Solo per l'Italia, la Grecia ed il Portogallo |
| 2.       | 192/5300           | 270/2500-4800     | Mercedes-Benz CLK200 Kompressor W208  | 1997-99            |                                               |
| 3.       | 186/5300           | 270/2500-4800     | Mercedes-Benz E200 Kompressor W210    | 1997-2002          | Solo per alcuni mercati compresa l'Italia     |
| 4.       | 163/5300           | 230/2500-4800     | Mercedes-Benz CLK200 Kompressor W208  | 2000-02            |                                               |
| 4.       | 163/5300           | 230/2500-4800     | Mercedes-Benz SLK200 Kompressor R170  | 2000-04            |                                               |
| 4.       | 163/5300           | 230/2500-4800     | Mercedes-Benz E200 Kompressor W210    | 2000-02            |                                               |
| 4.       | 163/5300           | 230/2500-4800     | Mercedes-Benz C200 Kompressor SW S202 | 2000-01            |                                               |
| 4.       | 163/5300           | 230/2500-4800     | Mercedes-Benz C200 Kompressor W203    | 2000-01            |                                               |

### Versione da 2.2 litri
Contemporaneamente al motore aspirato da 2 litri ha debuttato anche il 2.2 litri M111: tale motore è esistito solo in configurazione aspirata ed aveva le seguenti caratteristiche:
- alesaggio e corsa: 89.9x86.6 mm;
- cilindrata: 2199 cc;
- rapporto di compressione: 10:1;
- potenza max: 150 CV a 5500 giri/min;
- coppia max: 210 N·m a 4000 giri/min;
- applicazioni: 
  - Mercedes-Benz C220 W202 (1993-96);
  - Mercedes-Benz 220E W124 (1992-93);
  - Mercedes-Benz E220 W124 (1993-95).

### Versione da 1.8 litri

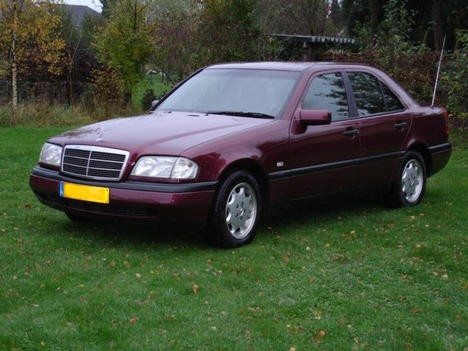
La C180 W202 è stata l'unica vettura a montare il 1.8 M111

Nel marzo 1993, circa sei mesi dopo il debutto delle prime motorizzazioni M111, viene introdotto il 1.8 della stessa famiglia, una motorizzazione che va a rimpiazzare il precedente 1.8 M102. Anche questo motore è stato proposto solo in configurazione aspirata. Queste sono le sue caratteristiche ed applicazioni:
- alesaggio e corsa: 85.3x78.7 mm;
- cilindrata: 1799 cc;
- rapporto di compressione: 9.8:1;
- potenza max: 122 CV a 5200 giri/min;
- coppia max: 170 N·m a 4000 giri/min (tra 3700 e 4500 giri/min dal giugno 1996);
- applicazioni: Mercedes-Benz C180 W202 berlina (1993-2000).

### Versione da 2.3 litri
Il 2.3 M111 è stato introdotto nel 1995: destinato a rimpiazzare il 2.2 della stessa famiglia, il 2.3 è stato dapprima proposto in configurazione aspirata e successivamente anche sovralimentato mediante compressore volumetrico. 

Questo motore aveva una cilindrata di 2295 cc, originata dall'ampliamento dei cilindri, sia nell'alesaggio (90.9 mm) sia nella corsa (88.4 mm). È stato un motore piuttosto trasversale per quanto riguarda il suo range di applicazioni, poiché queste spaziavano dalle berline alle roadster ai SUV, fino ai veicoli commerciali.

Di seguito vengono illustrate più in dettaglio le due configurazioni in cui si rese disponibile il 2.3 M111.

#### Aspirata

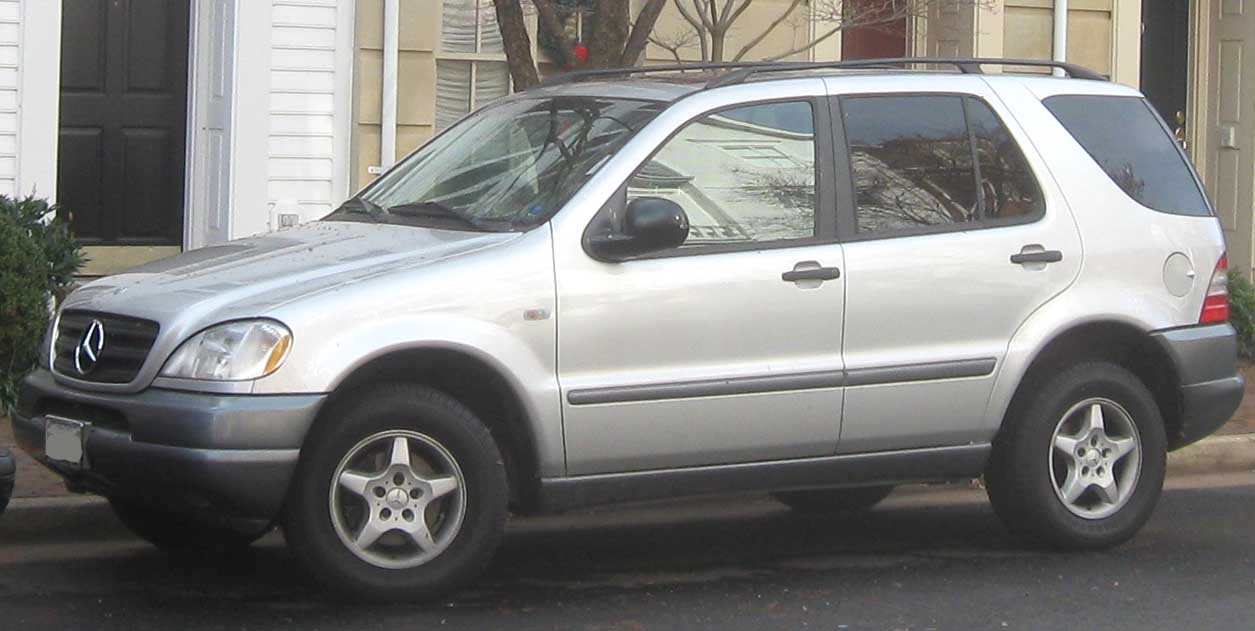
Il 2.3 M111 è stato montato anche su grossi SUV come l'ML230

Il 2.3 M111 aspirato (o M111E23) ha debuttato per primo rispetto al sovralimentato. Inizialmente è stato proposto su quei modelli per i quali non era stato previsto il 2.2 . In seguito quest'ultimo motore è stato rimpiazzato proprio dal più nuovo 2.3, che è andato ad equipaggiare anche i modelli che montavano in precedenza l'unità M111E22.

Queste erano le caratteristiche del 2.3 M111 aspirato:
- rapporto di compressione: 10.4:1;
- potenza massima: 150 CV a 5400 giri/min;
- coppia massima: 220 N·m tra 3700 e 4500 giri/min;
- applicazioni: 
  - Mercedes-Benz C230 W202 (1995-97);
  - Mercedes-Benz E230 W210 (1995-98);
  - Mercedes-Benz ML230 W163 (1997-2000).
  - SsangYong Musso

Di questo motore è esistita anche una sottovariante leggermente depotenziata, introdotta anch'essa nel 1995 e che erogava 143 CV a 5400 giri/min. La coppia massima era invece di 210 N·m a 4000 giri/min, poi portata tra il 1998 e il 2000 a 215 N·m compresi tra 3200 e 4700 giri/min. In tale configurazione, il 2.3 M111 ha trovato applicazione sulla monovolume V230 W638 (1996-2003) e su mezzi a carattere commerciale, come il Vito 114 W638 (1996-03) o lo Sprinter 214/314/414 (1995-2006).

#### Sovralimentata

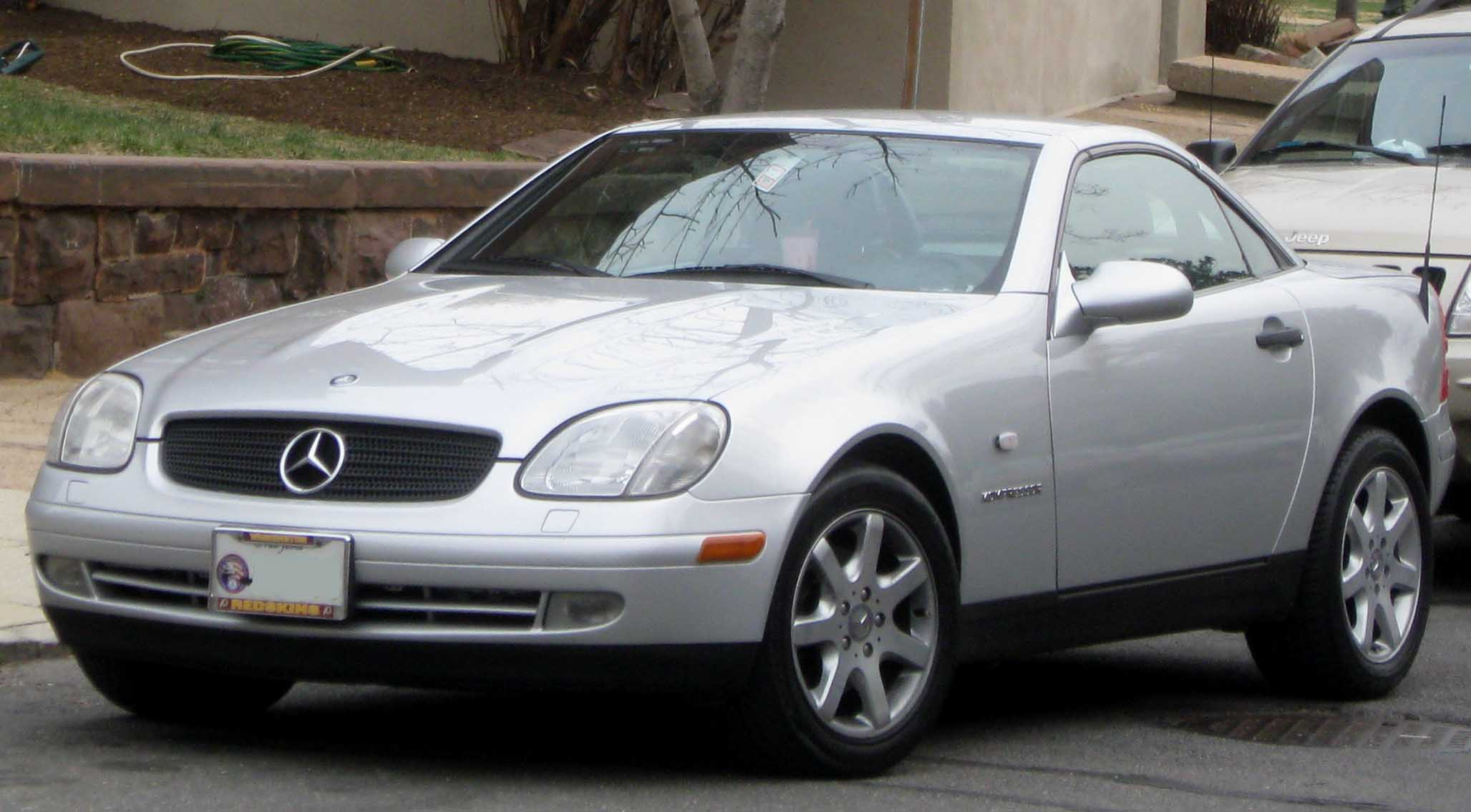
Le SLK230 Kompressor montavano il 2.3 M111 sovralimentato

Il 2.3 M111 sovralimentato, analogamente alla corrispondente versione da 2 litri, montava un compressore volumetrico Roots che ne innalzava in maniera decisa le prestazioni. Di questo motore sono esistite due varianti, differenti tra loro in maniera molto leggera per le prestazioni. La più potente era accreditata di 197 CV a 5500 giri/min, con un picco di coppia pari a 280 N·m a 2500 giri/min. Si tratta anche della variante più recente, visto che è stata montata tra il 2001 ed il 2002 sulle Mercedes-Benz C230 Sportcoupé Kompressor.

L'altra variante, invece, erogava una potenza leggermente inferiore, ma ugualmente molto valida, pari a 193 CV a 5300 giri/min, con coppia massima di 280 N·m a 3000 giri/min.

Qui il range di applicazioni è stato più ampio e comprendeva:
- Mercedes-Benz C230 Kompressor W202 (1995-2000);
- Mercedes-Benz CLK230 Kompressor W208 (1997-2002);
- Mercedes-Benz SLK230 Kompressor R170 (1996-2004).